# Michael Duss
Michael Duss (* 1977 in Luzern) ist ein Schweizer Filmkomponist.

## Leben
Seine Studien absolvierte Michael Duss an der Zürcher Hochschule der Künste (ZHdK). Zusammen mit Christian Schlumpf und Martin Skalsky führt er die Triplet Studios in Zürich und Berlin, ein Kreativbetrieb für Filmmusik und Sounddesign.
Unter anderem kreierte er das Sounddesign für den Spielfilm Giochi d’estate von Rolando Colla. Seit April 2012 ist er an der Komposition der Filmmusik für die deutsche Fernsehserie Lindenstraße beteiligt.

## Filmografie (Auswahl)
- 2011: Ein Sommersandtraum (Regie: Peter Luisi)
- 2011: Giochi d’Estate (Regie: Rolando Colla)
- 2011: Parallel (Regie: Andrew R. Jones)
- 2012: Boys Are Us (Regie: Peter Luisi)
- seit 2012: Lindenstraße (Regie: diverse)
- 2013: Die Schweizer (Regie: Dominique Ottenin-Girard)
- 2014: Plötzlich Deutsch (Regie: Robert Ralston jr.)
- 2014: Schweizer Helden (Regie: Peter Luisi)
- 2014: Unter der Haut (Regie: Claudia Lorenz)
- 2015: Rider Jack (Regie: This Lüscher)
- 2017: Flitzer
- 2018: Mario